# Pottia cucullata
Pottia cucullata är en bladmossart som beskrevs av Georg Friedrich von Jaeger 1873. Pottia cucullata ingår i släktet Pottia och familjen Pottiaceae. Inga underarter finns listade i Catalogue of Life.